# Andrea Luigi Mazzini
Andrea Luigi Mazzini (Pescia, 1814 – Marsiglia, 1849) è stato un politico italiano.

## Biografia
Emigrato in Francia, fu per lungo tempo corrispondente della Gazzetta italiana. Dal 1845 iniziò a manifestare simpatie per la filosofia hegeliana di sinistra, fino a diventare un convinto amico e discepolo di Moses Hess.
Rimpatriato nel 1848, divenne il braccio destro di Giuseppe Montanelli e venne inviato dal governo provvisorio toscano in Sicilia per sobillare una rivoluzione repubblicana.